# 小行星1918
小行星1918（1918 Aiguillon）是一颗绕太阳运转的小行星，为主小行星带小行星。该小行星于1968年10月19日发现。
該小行星以法國的城市艾吉永命名。

## 轨道参数
小行星1918的轨道半长轴为3.1953031 UA，离心率为0.125。